# Ahvenjärvi (sjö i Finland, Lappland, lat 68,63, long 27,00)
Ahvenjärvi är en sjö i Finland. Den ligger i kommunen Enare i landskapet Lappland, i den norra delen av landet, 900 km norr om huvudstaden Helsingfors. Ahvenjärvi ligger 227,5 meter över havet. Arean är 73,3 hektar och strandlinjen är 5,76 kilometer lång. Sjön  ingår i Pasvik älvs huvudavrinningsområde. 